# Чемпионат Туркменской ССР по футболу
Чемпиона́т Туркменской ССР по футбо́лу — футбольный турнир, выявлявший сильнейшие футбольные команды Туркменской ССР. Разыгрывался с 1937 года по 1991 год. В системе футбольных лиг СССР имел статус соревнования коллективов физической культуры (КФК).
Наиболее сильные футбольные клубы Туркменской ССР участвовали в общесоюзных чемпионатах (Высшая лига, Первая лига, Вторая лига, Вторая низшая лига). Победители чемпионата Туркменской ССР получали путёвку во Вторую низшую лигу СССР (не всегда), а команды, занявшие последние места, выбывали в областные, районные или городские чемпионаты. Также в советском Туркменистане проводился Кубок Туркменской ССР.
Преемником чемпионата Туркменской ССР является Чемпионат Туркменистана, который проводится с 1992 года, после обретения независимости Туркменистаном.
| Год  | Победитель                                                                          |
| ---- | ----------------------------------------------------------------------------------- |
| 1937 | «Локомотив» (Ашхабад)                                                               |
| 1938 | «Динамо» (Ашхабад)                                                                  |
| 1939 | Чемпионат не проводился из-за Второй мировой войны и тяжелой экономической ситуации |
| 1940 | Чемпионат не проводился из-за Второй мировой войны и тяжелой экономической ситуации |
| 1941 | Чемпионат не проводился из-за Второй мировой войны и тяжелой экономической ситуации |
| 1942 | Чемпионат не проводился из-за Второй мировой войны и тяжелой экономической ситуации |
| 1943 | Чемпионат не проводился из-за Второй мировой войны и тяжелой экономической ситуации |
| 1944 | Чемпионат не проводился из-за Второй мировой войны и тяжелой экономической ситуации |
| 1945 | Чемпионат не проводился из-за Второй мировой войны и тяжелой экономической ситуации |
| 1946 | «Динамо» (Ашхабад)                                                                  |
| 1947 | «Спартак» (Ашхабад)                                                                 |
| 1948 | «Динамо» (Ашхабад)                                                                  |
| 1949 | «Локомотив» (Ашхабад)                                                               |
| 1950 | «Спартак» (Ашхабад)                                                                 |
| 1951 | ДОСА (Ашхабад)                                                                      |
| 1952 | ДОСА (Ашхабад)                                                                      |
| 1953 | «Динамо» (Ашхабад)                                                                  |
| 1954 | «Локомотив» (Мары)                                                                  |
| 1955 | «Спартак» (Ашхабад)                                                                 |
| 1956 | «Красный металлист» (Ашхабад)                                                       |
| 1957 | «Колхозчи» (Ашхабад)                                                                |
| 1958 | «Колхозчи» (Ашхабад)                                                                |
| 1959 | «Небит-Даг» (Небит-Даг)                                                             |
| 1960 | «Чарджоу» (Чарджоу)                                                                 |
| 1961 | «Энергетик» (Небит-Даг)                                                             |
| 1962 | «Энергетик» (Небит-Даг)                                                             |
| 1963 | «Гурлушыкчи» (Мары)                                                                 |
| 1964 | «Серхетчи» (Ашхабад)                                                                |
| 1965 | «Серхетчи» (Ашхабад)                                                                |
| 1966 | «Серхетчи» (Ашхабад)                                                                |
| 1967 | «Серхетчи» (Ашхабад)                                                                |
| 1968 | «Серхетчи» (Ашхабад)                                                                |
| 1969 | «Серхетчи» (Ашхабад)                                                                |
| 1970 | «Каракум» (Мары)                                                                    |
| 1971 | «Маяк» (Чарджоу)                                                                    |
| 1972 | «Энергонадзор» (Чарджоу)                                                            |
| 1973 | «Цементчи» (Бюзмейин)                                                               |
| 1974 | «Автомобилчи» (Ашхабад)                                                             |
| 1975 | «Небитчи» (Красноводск)                                                             |
| 1976 | «Энергетик» (Мары)                                                                  |
| 1977 | «Шатлык» (Мары)                                                                     |
| 1978 | «Небитчи» (Красноводск)                                                             |
| 1979 | «Небитчи» (Красноводск)                                                             |
| 1980 | «Небитчи» (Красноводск)                                                             |
| 1981 | «Гурлушыкчи» (Небит-Даг)                                                            |
| 1982 | «Локомотив» (Ашхабад)                                                               |
| 1983 | «Сельхозтехника» (Чарджоу)                                                          |
| 1984 | «Небитчи» (Красноводск)                                                             |
| 1985 | «Локомотив» (Ашхабад)                                                               |
| 1986 | «Небитчи» (Красноводск)                                                             |
| 1987 | СКИФ (Ашхабад)                                                                      |
| 1988 | «Ахал» (Ашхабадский район)                                                          |
| 1989 | «Медик» (Небит-Даг)                                                                 |
| 1990 | «Автомобилчи» (Ашхабад)                                                             |
| 1991 | «Сельхозтехника» (Ашхабад)                                                          |